# Z̄ūlesk
Z̄ūlesk (persiska: زولسک) är en ort i Iran.   Den ligger i provinsen Khorasan, i den östra delen av landet, 900 km öster om huvudstaden Teheran. Z̄ūlesk ligger 2 114 meter över havet och antalet invånare är 236.
Terrängen runt Z̄ūlesk är huvudsakligen kuperad, men åt sydväst är den platt. Runt Z̄ūlesk är det glesbefolkat, med 12 invånare per kvadratkilometer. Närmaste större samhälle är Sarbīsheh, 16,0 km söder om Z̄ūlesk. Trakten runt Z̄ūlesk är ofruktbar med lite eller ingen växtlighet.